# Southchase (Florida)
Southchase es un lugar designado por el censo ubicado en el condado de Orange en el estado estadounidense de Florida. En el Censo de 2010 tenía una población de 15.921 habitantes y una densidad poblacional de 898,97 personas por km².

## Geografía
Southchase se encuentra ubicado en las coordenadas 28°22′45″N 81°23′25″O / 28.37917, -81.39028. Según la Oficina del Censo de los Estados Unidos, Southchase tiene una superficie total de 17.71 km², de la cual 17.71 km² corresponden a tierra firme y (0%) 0 km² es agua.

## Demografía
Según el censo de 2010, había 15.921 personas residiendo en Southchase. La densidad de población era de 898,97 hab./km². De los 15.921 habitantes, Southchase estaba compuesto por el 55.74% blancos, el 14.03% eran afroamericanos, el 0.33% eran amerindios, el 11% eran asiáticos, el 0.16% eran isleños del Pacífico, el 13.91% eran de otras razas y el 4.84% pertenecían a dos o más razas. Del total de la población el 48.71% eran hispanos o latinos de cualquier raza.